# Peter Genßler
Peter Genßler (* 1957 in Nordhausen) ist ein deutscher Maler, Grafiker und Bildhauer. Von seiner Hand entstanden Skulpturen im öffentlichen Raum in Nordhausen und in Neustadt, Kupferstiche im Rathaussaal und im Bürgerhof in Bleicherode sowie Aquarelle und Acrylbilder in öffentlichen Einrichtungen.

## Leben
Genßler belegte ab 1978 ein Studium Gebrauchsgrafik an der Kunsthochschule Berlin, das er nach dem 4. Semester abbrach. 1980 nahm er ein Studium der Malerei/Grafik an der Hochschule für Bildende Künste Dresden in der Fachklasse von Gerhard Kettner auf. 1983 wechselte er in die Bildhauerklasse von Helmut Heinze. 1986 erhielt er ein Diplom als Bildhauer und begann seine Arbeit als freischaffender Künstler in Sternebeck bei Berlin. 1995 wurde Genßler Meisterschüler von Helmut Heinze an der HfBK Dresden. Er hatte von 1996 bis 2005 eine eigene Werkstatt für Druckgrafik, Keramik, Holz- und Steinbildhauerei in Nordhausen. Seit 2005 ist sein Atelier in Bleicherode.

## Werke im öffentlichen Raum

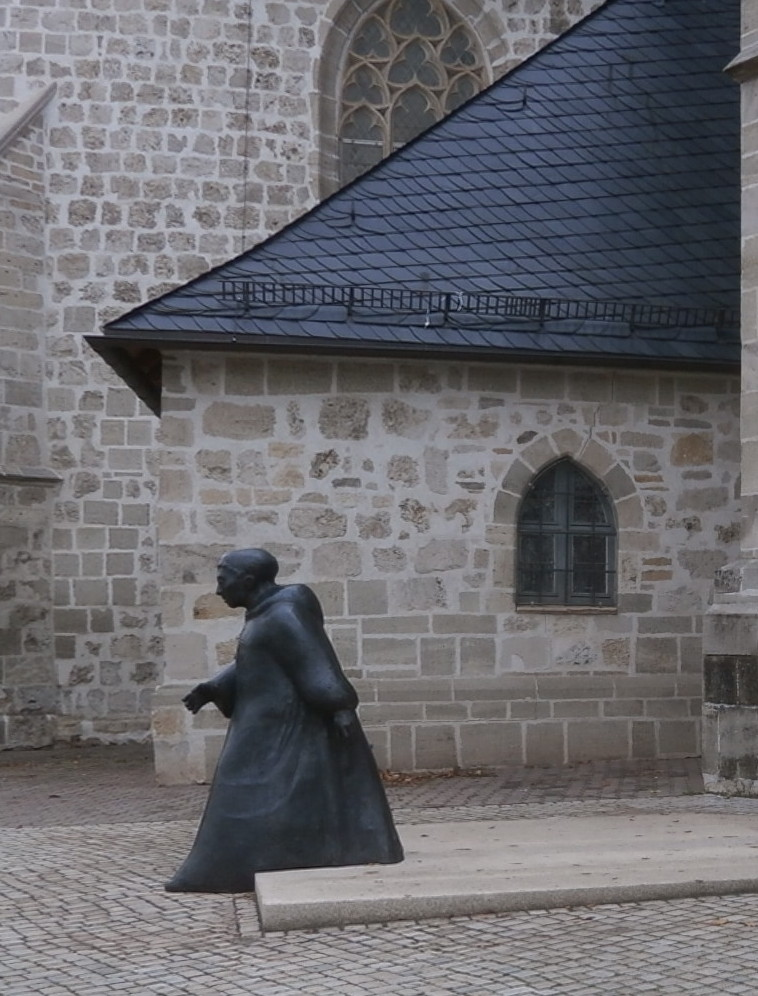
Martin Luther vor der St. Blasii Kirche in Nordhausen von Peter Genßler

- Martin Luther vor der St. Blasii Kirche in Nordhausen von Peter GenßlerNeues Luther-Denkmal vor der St. Blasii Kirche in Nordhausen, eingeweiht am 31. Oktober 2017.
- Installierung der Büsten von 3 Vertretern der Reformation auf dem neu gestalteten Lutherplatz in Nordhausen[2]
- Fassadengestaltung am Kindergarten Tierhäuschen in Nordhausen mit 16 farbigen Keramiken
- Büste des Michael Meyenburg im Garten des Kunsthauses Meyenburg in Nordhausen

## Ausstellungen
- 2015: Burg Scharfenstein
- 2015: Kunstzone Gera
- 2016: Kunsthalle Arnstadt
- 2017: Burg Scharfenstein
- 2020: Galerie der Kreissparkasse Nordhausen
- 2022: Galerie des VBKTh, Krämerbrücke, Erfurt